# Impedance vakua
Impedance vakua (někdy s přívlastky charakteristická či vlnová) je fyzikální konstanta vyjadřující poměr intenzit elektrického pole {\displaystyle E} a magnetického pole {\displaystyle H} v rovinné elektromagnetické vlně v prázdném prostoru. Značí se {\displaystyle Z_{0}} a má stejný rozměr jako elektrický odpor, takže její základní jednotkou v soustavě SI je ohm. Z Maxwellových rovic plyne její vztah k dalším vlastnostem vakua
{\displaystyle Z_{0}={\frac {E}{H}}={\sqrt {\frac {\mu _{0}}{\varepsilon _{0}}}}=\mu _{0}c={\frac {1}{\varepsilon _{0}c}}\,,}
kde {\displaystyle \mu _{0}} je permeabilita vakua, {\displaystyle \varepsilon _{0}} je permitivita vakua a {\displaystyle c} je rychlost světla ve vakuu.
Hodnota impedance vakua po redefinici SI přestala být od r. 2019 pevnou konstantou s přesnou hodnotou a je závislá na experimentálním určení. Protože je svázána definičním vztahem s permeabilitou vakua, nebo s hodnotou bezrozměrné konstanty jemné struktury {\displaystyle \alpha } vztahem
{\displaystyle Z_{0}=2\alpha R_{\mathrm {K} }\,} (kde {\displaystyle h} je Planckova konstanta a {\displaystyle R_{\mathrm {K} }} je von Klitzingova konstanta)
a přesnost experimentálního určení obou těchto konstant je spojena s relativní nejistotou měření {\displaystyle 1{,}6\times 10^{-10}}, je stejnou relativní nejistotou zatížena i jim přímo úměrná hodnota impedance vakua. Z aktuální adjustace konstant proto vyplývá její současná hodnota:
{\displaystyle Z_{0}=376,730\,313\,412(59)\ \Omega \approx 120\pi \ \Omega }.